# Trigger (album)
Pour les articles homonymes, voir Trigger.
Albums de In Flames
Reroute to Remain Soundtrack to Your Escape
Trigger est le troisième EP du groupe de death metal mélodique In Flames sorti en 2003.
La chanson Trigger fait partie de la bande originale de Freddy contre Jason.Land of Confusion est une reprise du groupe Genesis.

## Musiciens
- Anders Fridén - Chant
- Björn Gelotte - Guitare
- Jesper Strömblad - Guitare
- Peter Iwers - Basse
- Daniel Svensson - Batterie

## Liste des titres
| No | Titre                                  | Durée |
| -- | -------------------------------------- | ----- |
| 1. | Trigger                                | 4:04  |
| 2. | Watch Them Feed                        | 3:12  |
| 3. | Land of Confusion (Genesis cover)      | 3:22  |
| 4. | Cloud Connected (Remix Club Connected) | 4:11  |
| 5. | Moonshield (Version C64 Karaoke)       | 2:36  |

| 1. | Trigger (Clip vidéo)         |  |
| 2. | Cloud Connected (Clip vidéo) |  |